# Parochthiphila trjapitzini
Parochthiphila trjapitzini är en tvåvingeart som beskrevs av Tanasijtshuk 1968. Parochthiphila trjapitzini ingår i släktet Parochthiphila och familjen markflugor. Inga underarter finns listade i Catalogue of Life.